# Савіньяно-суль-Панаро
Савіньяно-суль-Панаро (італ. Savignano sul Panaro) — муніципалітет в Італії, у регіоні Емілія-Романья,  провінція Модена.
Савіньяно-суль-Панаро розташоване на відстані близько 320 км на північ від Рима, 25 км на захід від Болоньї, 20 км на південний схід від Модени.
Населення — 9257 осіб (2014).
Щорічний фестиваль відбувається 15 серпня. Покровитель — Богородиця Небовзята.

## Демографія
Населення за роками:

Станом на 1 січня 2023 року в муніципалітеті офіційно проживало 1512 іноземців з 51 країни, серед них 171 громадянин країн Євросоюзу та 44 громадяни України.

## Сусідні муніципалітети
- Вальзамоджа
- Віньйола
- Гуїлья
- Марано-суль-Панаро
- Монтевельйо
- Сан-Чезаріо-суль-Панаро
- Спіламберто